# Adelheid von Savoyen (Maurienne)
Adelheid von Savoyen (französisch Adélaïde de Savoie; * um 1092; † 18. November 1154 in Montmartre, heute Paris), auch Alix oder Adelheid von Maurienne genannt, war durch ihre Heirat 1115 mit Ludwig VI. bis zu dessen Tod im Jahr 1137 Königin von Frankreich.

## Familie
Adelheid kam um das Jahr 1092 als Tochter Humberts II. (französisch Humbert II de Savoie), Graf von Savoyen und Maurienne, und seiner Frau Gisela von Burgund (französisch Gisèle de Bourgogne) zur Welt. Durch ihre Mutter war sie eine Nichte des späteren Papstes Calixt II. Sie gehörte damit zum französischen Hochadel und war eine ideale Heiratskandidatin für König Ludwig VI., der acht Jahre zuvor die Verlobung mit Lucienne von Rochefort gelöst hatte. 1115 wurden Adelheid und Ludwig in Paris miteinander vermählt. Aus ihrer 22-jährigen Ehe gingen neun Kinder hervor, von denen sieben das Erwachsenenalter erreichten:
- Philipp (* 29. August 1116; † 13. Oktober 1131), ab 1130 Mitkönig, starb an den Folgen eines Sturzes von einem Pferd
- Ludwig VII. (* 1120; † 18. oder 19. September 1180), ab 1131 Mitkönig, ab 1137 König von Frankreich
- Heinrich (* zwischen 1121 und 1123; † 13. November 1175), Bischof von Beauvais (1149–1161), dann Erzbischof von Reims (1161–1175)
- Hugo (* wohl 1122; † jung)
- Robert (* zwischen 1124 und 1126; † zwischen 10. und 12. Oktober 1188) Graf von Dreux (1137–1184), Graf von Perche etc.
- Peter (* wohl 1126; † zwischen 10. März 1180 und 10. April 1183), ab 1161 Herr von Courtenay, ⚭ um 1152 Élisabeth de Courtenay (* um 1135; † 1206)
- Konstanze (* wohl 1128; † 16. August nach 1177)

⚭ 1) 1140 Eustachius IV. († 10. August 1153), 1137–1144 Herzog von Normandie, 1152 König von England
⚭ 2) 1154, Raimund V., Graf von Toulouse
- Philipp (* 1132/1133; † 5. September 1161), 1157 Erzbischof von Paris
- Kind († jung)[3]

Adelheids Halbschwester Johanna von Montferrat heiratete Anfang des Jahres 1127 Wilhelm Clito, Titular-Herzog von Normandie, der durch den Einfluss seiner königlichen Schwägerin nach dem Tod Karls des Guten durch Ludwig VI. zum Grafen von Flandern ernannt wurde und sich damit in der Nachfolgefrage gegen andere Prätendenten wie Karls Neffen Arnulf oder Balduin IV., Graf von Hennegau, durchsetzen konnte.
Nach dem Tod ihres Mannes ging Adelheid eine zweite Ehe mit Mathieu I. de Montmorency, dem Connétable von Frankreich, ein.

## Leben
Da Dokumente zum frühen Leben Adelheids bisher nicht bekannt sind, weiß die Geschichtsschreibung erst ab ihrer Heirat mit dem 34-jährigen König Ludwig VI., genannt der Dicke, von ihr zu berichten. Die beiden wurden zwischen dem 25. und 30. März des Jahres 1115 in der Kathedrale Notre-Dame de Paris durch Erzbischof Daimbert von Sens miteinander vermählt. Wahrscheinlich noch am gleichen Tag oder nur kurze Zeit später erhielt Adelheid durch Daimbert auch ihre Weihe zur Königin von Frankreich. Schon 1113/1114 gab es für Ludwig VI. erste Heiratspläne, doch der König ließ sich mit einer definitiven Entscheidung reichlich Zeit. Erzbischof Ivo von Chartres mahnte ihn deshalb zu einer zügigen Entscheidung, schließlich galt es dem Königshaus einen Thronfolger zu schenken und damit die Dynastie zu sichern. In Ivos Augen besaß Adelheid mit ihrem ehrbaren Charakter, ihrer Abstammung und nicht zuletzt Geschlechtsreife alle Vorzüge einer zukünftigen Königin und lobte diese Eigenschaften in einem Brief an den König.
Obwohl Adelheid um einiges jünger war als ihr Mann, scheint sie einen nicht unerheblichen Einfluss auf ihn und seine Regierung gehabt zu haben. Besonders nach der Entmachtung des Kanzlers und Seneschalls Stephan von Garlande, an dessen Sturz in der zweiten Hälfte des Jahres 1127 sie eine maßgebliche Mitverantwortung trug, war sie intensiv an den Regierungsgeschäften Ludwigs VI. beteiligt.
Indem das Königspaar den Mönchen von Saint-Martin-des-Champs ihre Kirche sowie ihre Märtyrerkapelle auf dem Montmartre abkaufte und ihnen im Gegenzug die Pariser Kirche Saint-Denis de la Châtre gab, machte es die Gründung der Abtei Montmartre durch Benediktinerinnen im Oktober 1134 möglich. Zeit ihres Lebens blieb Adelheid diesem Kloster besonders eng verbunden und unterstützte es mit großzügigen Schenkungen, obwohl sie etwa 1150 mit der Benediktinerinnenabtei Saint-Jean-aux-Bois im heutigen Département Oise noch eine weitere Klostergründung initiiert hatte.
Nach dem Tod ihres Mannes 1137 und der Thronbesteigung ihres Sohnes Ludwig VII. blieb sie noch eine Weile am Hof, zog sich dann aber 1137/1138 auf ihr Wittum zurück. Frühestens im Sommer 1138, wahrscheinlich aber im Jahr 1141 heiratete Adelheid in zweiter Ehe Mathieu I. de Montmorency, Connétable von Frankreich. Mit seiner Zustimmung zog sie sich kurz vor ihrem Tod wahrscheinlich 1153 in das von ihr mitgegründete Kloster Montmartre zurück und wurde Nonne. Dort starb Adelheid von Savoyen am 18. November 1154 im Alter von etwa 62 Jahren und wurde vor dem großen Altar in der Abteikirche St-Pierre de Montmartre bestattet. Ihr Grabmal war eines der ersten in ganz Frankreich, dessen Grabplatte eine figürliche Abbildung der Verstorbenen zeigte. 1643 wurde Adelheids Grab unter der Äbtissin Marie de Beauvilliers in den Chor verlegt sowie unter der Äbtissin Françoise-Renée de Lorraine später instand gesetzt. Die Grabplatte ist heute noch in der Kirche zu besichtigen.